# Cauchemar en cuisine (Grande-Bretagne)
Pour les articles homonymes, voir Cauchemar en cuisine.
Cauchemar en cuisine (Ramsay's Kitchen Nightmares, littéralement « Les cauchemars en cuisine de Ramsay ») est une émission de téléréalité britannique mettant en scène le célèbre chef-cuisinier Gordon Ramsay. L'émission est diffusée du 27 avril 2004 au 30 janvier 2014 sur Channel 4.
En France, l'émission est diffusée sur W9 et sur M6, et rediffusée sur Paris Première.

## Concept
Dans chaque épisode, Gordon Ramsay tente de venir en aide à des restaurateurs en difficulté auxquels il tente d'éviter la banqueroute.

## Présentation
Gordon Ramsay, connu pour son franc-parler, n'hésite pas à jouer les troubles-fêtes et à invectiver au besoin propriétaires ou membres du personnel afin de leur faire prendre conscience de leurs erreurs et de les rectifier. Chaque épisode dure 44 minutes et présente une compilation réalisée sur la base d'une semaine de travail conjoint, à laquelle s'ajoute à la fin une séquence prise plusieurs semaines après la fin de l'expérience et qui permet de constater si les méthodes rigoureuses de Gordon Ramsay ont porté leurs fruits.
L'émission, produite par la chaîne de télévision britannique Channel 4, est diffusée au Royaume-Uni depuis 2004. Elle est reprise en France par la chaîne de télévision câblée Cuisine.tv et par les chaînes W9 et Paris Première, ainsi que sur plusieurs réseaux dans le reste du monde, notamment BBC America ou Food Network Canada. Cauchemar en Cuisine a reçu plusieurs distinctions au Royaume-Uni, notamment un BAFTA Award en 2005 et 2008 ainsi qu'un Emmy Award en 2006.
Une déclinaison spécifique de l'émission est également produite par la chaîne de télévision américaine FOX depuis le 19 septembre 2007 sous le titre Kitchen Nightmares, Gordon Ramsay est aussi présentateur de cette émission.
Depuis 2011, la chaîne française M6 diffuse une adaptation de l'émission également nommée Cauchemar en cuisine avec Philippe Etchebest comme chef.
Gordon Ramsay est doublé, pour la version française, par Guillaume Orsat.

## Émission anglaise
| Saison | Saison   | Épisodes | Début | Fin |
| ------ | -------- | -------- | ----- | --- |
|        | 01       | 4        | -     | -   |
|        | 02       | 4        | -     | -   |
|        | 03       | 4        | -     | -   |
|        | 04       | 4        | -     | -   |
|        | 05       | 8        | -     | -   |
|        | Extra 01 | 2        | -     | -   |
|        | Extra 02 | 4        | N/C   | N/C |

### Épisodes
Liste des restaurants qui ont participé à l'émission : (49,6 % des restaurants ont fermé).

#### Saison 1: 2004
(100 % ont fermé)
1. Bonapartes Restaurant - Silsden, Angleterre - Vendu - désormais Reflectionz.
2. The Glass House - Ambleside, Angleterre - Vendu - désormais The Fulling Mill bar & bistro.
3. The Walnut Tree Inn - Llandewi Skirrid, Pays de Galles - Fermé puis rouvert par un autre chef, Shaun Hill.
4. Moore Place - Esher, Angleterre - Fermé, puis vendu et transformé en bar, puis démoli[4].

#### Saison 2: 2005
(100 % ont fermé)
1. La Lanterna - Letchworth Garden City, Angleterre - Fermé.
2. D-Place (rebaptisé Saracen’s Cafe Bar) - Chelmsford, Angleterre - Fermé.
3. Momma Cherri’s Soul Food Shack - Brighton, Angleterre - Fermé[5].
4. La Riviera, désormais rebaptisé Abstract - Inverness, Écosse - Fermé.

#### Saison 3: 2006
(100 % ont fermé)
1. Oscar’s - Nantwich, Angleterre - Vendu.
2. The Sandgate Hotel - Sandgate, Angleterre - Vendu.
3. Clubway 41, désormais rebaptisé Jacksons - Blackpool, Angleterre - Fermé.
4. La Gondola - Derby, Angleterre - Vendu.

#### Saison 4: 2006
(100 % ont fermé)
1. La Parra de Burriana - Nerja, Espagne - Fermé.
2. The Fenwick Arms - Claughton, Angleterre - Vendu.
3. Rococo (rebaptisé Maggie’s) - King's Lynn, Angleterre - Fermé puis rouvert par le même chef.
4. Morgans - Liverpool, Angleterre - Fermé.

#### Saison 5: 2007
(80 % ont fermé)
1. Ruby Tate’s (rebaptisé Love’s Fish Restaurant) - Brighton, Angleterre - Fermé.
2. Piccolo Teatro - Paris, France - Fermé.
3. The Fenwick Arms - Claughton, Angleterre - Fermé.
4. The Priory - Haywards Heath, Angleterre - Vendu - désormais La Capilla, Restaurant de tapas [6].
5. The Fish and Anchor - Lampeter, Pays de Galles - Fermé[7].
6. Curry Lounge - Nottingham, Angleterre - Ouvert.
7. The Granary - Titchfield, Angleterre - Fermé.

#### Extra:Great British Nightmare
1. The Dovecote Bistro – Devon, Angleterre - Ouvert.
2. The Runaway Girl rebaptisé Silversmiths  – Sheffield, Angleterre - Ouvert.

#### Extra:Costa del Nightmares
1. Mayfair Restaurante - Fuengirola, Espagne.
2. Le Deck - Capbreton, France. Fermé
3. La Granada Divino - Gaucín, Espagne. Fermé
4. Quelcuttis - Els Poblets, Espagne. Fermé

## Émission américaine
Cauchemar en cuisine (Kitchen Nightmares ou parfois nommée Gordon, Cauchemar de l'Amérique dans certaines versions françaises) est une émission de téléréalité américaine mettant en scène le célèbre chef-cuisinier Gordon Ramsay. L'émission est diffusée depuis le 19 septembre 2007 sur le réseau FOX.
En France, l'émission est diffusée sur W9, Paris Première et sur M6. En Belgique, elle est diffusée sur AB3.
| Saison | Saison | Épisodes | Début      | Fin        |
| ------ | ------ | -------- | ---------- | ---------- |
|        | 01     | 10       | 19/09/2007 | 12/12/2007 |
|        | 02     | 12       | 04/09/2008 | 15/01/2009 |
|        | 03     | 13       | 29/01/2010 | 21/05/2010 |
|        | 04     | 14       | 21/01/2011 | 20/05/2011 |
|        | 05     | 17       | 23/09/2011 | 30/03/2012 |
|        | 06     | 16       | 26/10/2012 | 10/05/2013 |
|        | 07     | 10       | 11/04/2014 | 12/09/2014 |
|        | 08     | 10       | 25/09/2023 | 04/12/2023 |

### Épisodes
Liste des restaurants qui ont participé à l'émission : (80,0 % des restaurants ont fermé).

#### Saison 1: 2007
(80 % ont fermé)
1. Le Peter's - Babylon, NY – Fermé.
2. Le Dillon's rebaptisé ensuite « le Purnima » - New York, NY – Fermé.
3. Le Mixing Bowl' -Bellmore, NY – Vendu puis Fermé.
4. Le Seascape inn - Islip, NY – Vendu puis Fermé.
5. Le Olde Stone Mill - Tuckahoe, NY – Vendu.
6. Le Sebastian's - Toluca Lake, CA – Fermé.
7. Le Finn McCool's - Westhampton, NY – Vendu.
8. Lela's - Pomona, CA – Fermé.
9. Campania - Fair Lawn, NJ – Vendu puis fermé 3 ans après.
10. Le Secret Garden - Moorpark, CA – Fermé.

#### Saison 2: 2008–2009
(100 % ont fermé)
1. Le retour de Gordon (Finn McCool's - The Old Stone Mill - The Mixing Bowl - Purnima - Campania - Peter's)
2. Handlebar - Mount Sinai, NY – Fermé.
3. Giuseppi's Trattoria - Macomb Township, MI – Fermé en juillet 2009[8].
4. Trobiano's - Great Neck, NY – Fermé.
5. Le Black Pearl - New York, NY – Fermé.
6. J Willy's - South Bend, IN – Fermé.
7. Hannah et Mason's - Cranbury, NJ – Fermé.
8. Jack's Waterfront - Saint Clair Shores, MI – Fermé.
9. Sabatiello's - Stamford, CT – Fermé.
10. Fiesta Sunrise - West Nyack, NY – Fermé.
11. Sante la Brea - Los Angeles, CA – Fermé en juin 2011[9].
12. Cafe 36 - La Grange, IL – Fermé.

#### Saison 3: 2010
(72 % ont fermé)
1. Hot Potato Cafe - Philadelphie, PA – Fermé.
2. Flamangos (rebaptisé The Junction) - Whitehouse Station, NJ – Fermé.
3. Bazzini - Ridgewood, NJ – Fermé.
4. Mojito - Brooklyn, NY – Fermé.
5. Lido di Manhattan Beach - Manhattan Beach, CA – Ouvert.
6. Le Bistro - Lighthouse Point, FL – Ouvert.
7. Casa Roma - Lancaster, CA – Ouvert (mai 2013). Le restaurant a changé de nom et s'appelle désormais le "AV ROADHOUSE BAR & GRILL".
8. Mama Rita's - Newbury Park, CA – Fermé.
9. Anna Vincenzo's - Boca Raton, FL – Fermé.
10. L'heure du bilan (1/2) (Santé La Brea, Giuseppi's)
11. Fleming - Miami, FL – Fermé.
12. Sushi-Ko - Thousand Oaks, CA – Fermé.
13. L'heure du bilan (2/2) (Handlebar - Casa Roma - Black Pearl)

#### Saison 4: 2011
(66 % ont fermé)
1. Spanish Pavillion - Harrison, NJ - Ouvert.
2. Classic American - West Babylon, NY - Fermé.
3. PJ's Steakhouse (rebaptisé PJ's Grill) - Queens, NY - Fermé.
4. Le retour de Gordon (1/2) (Mojito - The Junction - Bazzini)
5. Grasshopper Also - Carlstadt, NJ - Fermé.
6. Davide - Boston, MA - Fermé.
7. Down City - Providence, RI - Fermé.
8. Le retour de Gordon (2/2) (Le Bistro - Anna Vincenzo's - Lido di Manhattan)
9. Cafe Tavolini - Bridgeport, CT - Fermé.
10. Kingston Cafe - Pasadena, CA - Ouvert[10].
11. La Frite - Sherman Oaks, CA - Fermé.
12. Capri - Eagle Rock, CA - Ouvert.
13. Zeke's - Metairie, LA - Fermé.
14. Oceana - La Nouvelle-Orléans, LA - Ouvert.

#### Saison 5: 2011-2012
(60 % ont fermé)
1. Blackberrys - Plainfield, NJ - Fermé.
2. Leone’s - Montclair, NJ - Ouvert.
3. Mike & Nellies - Oakhurst, NJ - Fermé.
4. Luigi’s - Anaheim, CA - Ouvert.
5. Gordon revient (1/2) (Down City - Classic American - Davide)
6. Burger Kitchen (1/2) - Los Angeles, CA - Fermé.
7. Burger Kitchen (2/2) - Los Angeles, CA - Fermé.
8. The Greek at the Harbor - Ventura, CA - Ouvert.
9. Michon’s - College Park, GA - Ouvert.
10. El Greco - Austin, TX - Fermé.
11. Gordon revient (2/2) (Spanish Pavilion - Kingston Cafe - Capri - La Frite)
12. Park’s Edge - Atlanta, GA - Fermé.
13. Spin-A-Yarn Steakhouse - Fremont, CA - Ouvert.
14. Charlie’s - La Verne, CA - Fermé[11].
15. Cafe Hon - Baltimore, MD - Fermé (en 2022).
16. Chiarella’s - Philadelphie, PA - Fermé[12].
17. Zocalo - Philadelphie, PA - Fermé.

#### Saison 6: 2012-2013
(38 % ont fermé)
1. La Galleria 33 (1/2) - Boston, MA - Ouvert.
2. La Galleria 33 (2/2) - Boston, MA - Ouvert.
3. Le Mama Maria - Brooklyn, NY - Ouvert.
4. Le Ms. Jean - Wilkinsburg, PA - Ouvert.
5. Le Barefoot Bob's Hull, MA - Ouvert.
6. Le retour de Gordon (Café Hon - Chiarella's - Leone's)
7. Le Olde Hitching Post - Hanson , MA - Ouvert.
8. Le «Levanti» - Beaver, PA - Fermé[13].
9. Le Sam's Kabob Room - Monrovia, CA - Fermé[14].
10. Le Nino's - Long Beach, CA - Fermé.
11. Le Mill Street (1/2) - Norwalk, OH - Renommé en Maple City Tavern[15],[16].
12. Le Mill Street (2/2) - Norwalk, OH - Renommé en Maple City Tavern.
13. Le Yanni's - Seattle, WA -Ouvert[17].
14. Le Prohibition Grille - Everett , WA - Fermé[18].
15. Le Chappy's - Nashville, TN - Fermé puis rouvert en 2014 à La Nouvelle-Orléans[19].
16. Le Amy's Baking Company - Scottsdale, AZ - Fermé[20].

#### Saison 7: 2014
(71 % ont fermé)
1. Retour au Amy's Baking Company - Scottsdale, AZ - Fermé.
2. Le Pantaleone - Denver, CO - Ouvert[21].
3. Le Old Neighborhood - Arvada, CO - Fermé[22].
4. Le Kati Allo - Queens, NY -Fermé[23].
5. Le Mangia Mangia (1/2) - Woodland Park, CO - Fermé[24].
6. Le Mangia Mangia (2/2) - Woodland Park, CO - Fermé
7. Le Zayna's Flaming Grill (1/2)- Redondo Beach , CA - Ouvert[25]
8. Le Zayna's Flaming Grill (2/2)- Redondo Beach , CA - Ouvert
9. Le Bella Luna - Easton, PA - Fermé[26].
10. Le retour de Gordon (La Galleria 33 - Olde Hitching Post - Prohibition Gastropub)

#### Saison 8: 2023
1. Bel Aire - Astoria, New York
2. Bask 46 - Woodland Park, New Jersey
3. In the Drink - Wayne, New Jersey
4. Da Mimmo - Dumont, New Jersey
5. Juicy Box - Brooklyn, New York
6. Love Bites - Saugerties, New York
7. El Cantito - Yonkers, New York
8. South Brooklyn Foundry - Brooklyn, New York
9. Max's Bar & Grill - Long Branch, New Jersey
10. Diwan - Port Washington, New York

## Critique

### Idéologie véhiculée
Dans un article pour Le Monde diplomatique, Marc Perrenoud décompose l'émission en 6 séquences :
1. Arrivée du chef Ramsay dans la salle de restaurant pour identifier les problèmes majeurs ;
2. Prise de contact « houleuse » avec le restaurateur ;
3. Le chef suit la préparation d'un service ;
4. Affrontement entre le chef coach et le restaurateur coaché ;
5. Mise en pratique des bonnes résolutions ;
6. Rénovation de l'établissement offert par la production (séquence uniquement dans les versions américaine et française de l'émission).

Marc Perrenoud indique : « La structure de l'émission suit la dramaturgie de la rédemption, l'exorcisme musclé constituant un grand classique de la narration aux États-Unis. Elle mobilise un modèle d'endoctrinement à la fois religieux et militaire, au service d'une idéologie de la renaissance (born again). Cette « thérapie de choc » s'appuie sur des techniques violentes, en particulier l'humiliation, ou le fait de pousser les protagonistes à bout pour les faire craquer, leur faire admettre leurs défauts et leurs torts ».
« Ce modèle vigoureusement mis en spectacle de l'indépendant talentueux promeut la figure « risquophile » de celui qui se fait le petit entrepreneur de sa propre existence, et participe d'une ringardisation du salariat ».
« C'est donc tout un enchantement du monde social qui se présente à nous. Cauchemar en cuisine résume le travail à une suite de mises à l'épreuve […] Et la précarité finit par être acceptée comme un glorieux apostolat. ».

### Réalité des séquences
L'équipe est accusée, particulièrement par des propriétaires mécontents, de truquer des séquences, ce qui va même parfois jusq'au procès.

### Échecs de l'émission
En 2014, 47 des 77 restaurants visités ont ensuite fermé. Toutefois, il est mis en avant que les entreprises inscrites sont en grande difficulté et non en plein essor. Un représentant de l'émission explique : « Avec la formidable exposition associée à l'émission, tous les outils du succès sont là, mais ce sont les propriétaires qui transformeront ceci en un business de long terme, ce qui malheureusement n'est pas toujours possible ».